# Bataille de Loutouhyne
Batailles
- Euromaïdan
- Révolution de la Dignité
- Manifestations anti-Maïdan

Annexion de la Crimée
- Invasion russe de la Crimée
- Prise du Parlement de Crimée
- Prise de la base navale sud
- Incident de Simféropol (en)
- Occupation russe de la Crimée

Troubles pro-russes
- Odessa
- Troubles pro-russes à Kharkiv (uk)
- Troubles pro-russes à Louhansk (uk)
- Bataille de la rue Rymarska (uk)
- Proclamation de la république de Crimée
- Prise de Donetsk (uk)
- Proclamation de la RP de Donetsk
- Proclamation de la RP d'Odessa (hu)
- Proclamation de la RP de Lougansk
- Affrontements à Odessa du 2 mai (uk)
- Incendie de la Maison des syndicats d'Odessa

Guerre du Donbass
- Sloviansk
- Marioupol
- 1re Donetsk
- Louhansk
- Il-76
- Saour-Mogyla
- Vol Malaysia Airlines 17
- 2e Donetsk
- Loutouhyne
- Ilovaïsk
- 3e Donetsk
- 32e barrage
- Volnovakha
- Debaltseve
- Marïnka
- Avdiïvka

Le bataille de Loutouhyne a duré de juillet 2014 à septembre 2014 entre les villages de Loutouhyne et Heorhyivka situés à la périphérie sud de la ville de Louhansk.

## Contexte
La route H21 qui traverse les deux villages ravitaille la ville de Louhansk, de plus des roquettes Grad sont tirées depuis l'ouest de cette position sur l'aéroport international de Louhansk.

## Bataille
Le 20 juillet 2014 une troupe du bataillon Aidar investit Heorhyivka ; le 21 une contre-attaque russo-séparatiste 
a lieu. Le 27 le bataillon Aïdar reprenait le contrôle des deux villages.
Le 20 août 2014 des éléments du 234e régiment d'assaut aérien de la Garde, du 104e régiment d'assaut aérien de la Garde, ainsi que le renfort de 6 à 8 chars de la 35e brigade de fusiliers motorisés de la Garde ont attaqué les éléments de la 24e brigade mécanisée ukrainienne. Les forces ukrainiennes ont demandé le soutien d'hélicoptères de la 7e unité d'hélicoptères de combat.
Le 28 août 2014 une nouvelle offensive russe obligeait un retrait d'unités qui se trouvent assiégées, l'unité Orage de Patrouille de police spéciale sort avec une cinquantaine de véhicules qui avaient recueilli des civils,.